# Aguaxotla
Aguaxotla är en ort i Mexiko.   Den ligger i kommunen Cualác och delstaten Guerrero, i den sydöstra delen av landet, 200 km söder om huvudstaden Mexico City. Aguaxotla ligger 1 984 meter över havet och antalet invånare är 175.
Terrängen runt Aguaxotla är huvudsakligen kuperad. Aguaxotla ligger uppe på en höjd. Runt Aguaxotla är det ganska tätbefolkat, med 108 invånare per kvadratkilometer. Närmaste större samhälle är Huamuxtitlán, 19,8 km nordost om Aguaxotla. I omgivningarna runt Aguaxotla växer huvudsakligen savannskog.